# Elmo Zumwalt
Elmo Russell "Bud" Zumwalt Jr., född 29 november 1920 i San Francisco, död 2 januari 2000 i Durham, var en amerikansk sjöofficer (4-stjärning amiral) i USA:s flotta.
Zumwalt var Chief of Naval Operations, den högsta yrkesmilitära befattningen inom flottan, mellan 1 juli 1970 och 1 juli 1974.
Under Zumwalts tid på posten igångsattes flera betydande materielprojekt som fregatter i Oliver Hazard Perry-klass, strategiska robotubåtar av Ohio-klass och stridsflygplanet F-14 Tomcat. Zumwalt är dock mest ihågkommen som en reformist med personalpolitik som minskade rasdiskriminering inom flottan och öppnade upp möjligheter för kvinnor att tjänstgöra i fler befattningar.
Zumwalt tilldelades 1998 Frihetsmedaljen av USA:s president Bill Clinton.

## Eftermäle
Zumwalt-klassen är uppkallad efter amiral Zumwalt.